# Hsu Chi-Hung
Hsu Chi-Hung (14 de diciembre de 1978) es un deportista taiwanés que compitió en taekwondo. Ganó dos medallas de bronce en el Campeonato Mundial de Taekwondo en los años 1997 y 1999, y una medalla de bronce en los Juegos Asiáticos de 1998.

## Palmarés internacional
| Representando a China Taipéi |                     |                   |           |
| Campeonato Mundial           |                     |                   |           |
| Año                          | Lugar               | Medalla           | Categoría |
| 1997                         | Hong Kong (China)   | Medalla de bronce | –64 kg    |
| 1999                         | Edmonton (Canadá)   | Medalla de bronce | –67 kg    |
| Juegos Asiáticos             |                     |                   |           |
| Año                          | Lugar               | Medalla           | Categoría |
| 1998                         | Bangkok (Tailandia) | Medalla de bronce | –64 kg    |